# تونی آلن (بازیکن فوتبال)
تونی آلن (انگلیسی: Tony Allen؛ زادهٔ ۲۷ نوامبر ۱۹۳۹ – درگذشتهٔ ۲ دسامبر ۲۰۲۲) بازیکن فوتبال اهل بریتانیا بود.
از باشگاه‌هایی که در آن بازی کرده بود می‌توان به باشگاه فوتبال استوک سیتی، باشگاه فوتبال بری، و باشگاه فوتبال استافورد رانجرز اشاره کرد.
وی همچنین در تیم‌های ملی فوتبال زیر ۲۱ سال انگلستان و انگلستان بازی کرده است.